# Антипатові
Антипатові (Antipathidae) — родина коралів ряду Antipatharia, широко відомих як чорні корали. Зазвичай вони вважаються глибоководним таксоном; однак деякі з найрізноманітніших угруповань відомі з тропічних мілководдя.

## Таксономія
Відповідно до Всесвітнього реєстру морських видів ця родина містить такі роди:
- Allopathes Opresko & Cairns, 1994 — 3 види
- Antipathes Pallas, 1766 — 66 видів
- Cirrhipathes de Blainville, 1830 — 16 видів
- Hillopathes van Pesch, 1914 — 1 вид
- Pseudocirrhipathes Bo & al., 2009 — 1 вид
- Pteropathes Brook, 1889 — 1 вид
- Stichopathes Brook, 1889 — 34 види